# Уайтхаус, Харви
Харви Уайтхаус (англ. Harvey Whitehouse; род. 1964, Лондон) — британо-английский антрополог, исследователь эволюции социальной сложности, религиовед. Доктор философии, профессор, занимает кафедру социальной антропологии в Оксфордском университете, с 2006 профессорский феллоу Magdalen College, Oxford, до того профессор Университета Квинс в Белфасте. Получатель ERC Advanced Grant.
Окончил с первоклассным отличием Лондонскую школу экономики (бакалавр социальной антропологии; учился в 1982—1985 годах). Докторскую степень по социальной антропологии получил в кембриджском Кингс-колледже, для чего занимался там в 1986—1991 годах. В конце 1980-х вместе с супругой проводил исследования в тропических лесах Папуа — Новой Гвинеи. В 1990—1993 исследовательский феллоу и директор археологических и антропологических штудий Тринити Холл. С 1993 лектор, с 1999 ридер, в 2001—2006 годах профессор антропологии Университета Квинс в Белфасте. Директор-основатель Seshat: Global History Databank.
Автор книг Cult (OUP, 1995) — посвященной Pomio Kivung, Arguments and Icons (OUP), Modes of Religiosity: A Cognitive Theory of Religious Transmission (OUP, 2004), The Ritual Animal (2022) — которую высоко оценил Robert N. McCauley. Соредактор, вместе с последним, Mind and Religion: Psychological and Cognitive Foundations of Religiosity (2005). Также соредактор, вместе с James Laidlaw, Religion, Anthropology and Cognitive Science (2007). Публиковался в Nature и Scientific Reports, а также Current Anthropology и Cliodynamics, New Scientist.
Супруга также англичанка.